# Elgendorf

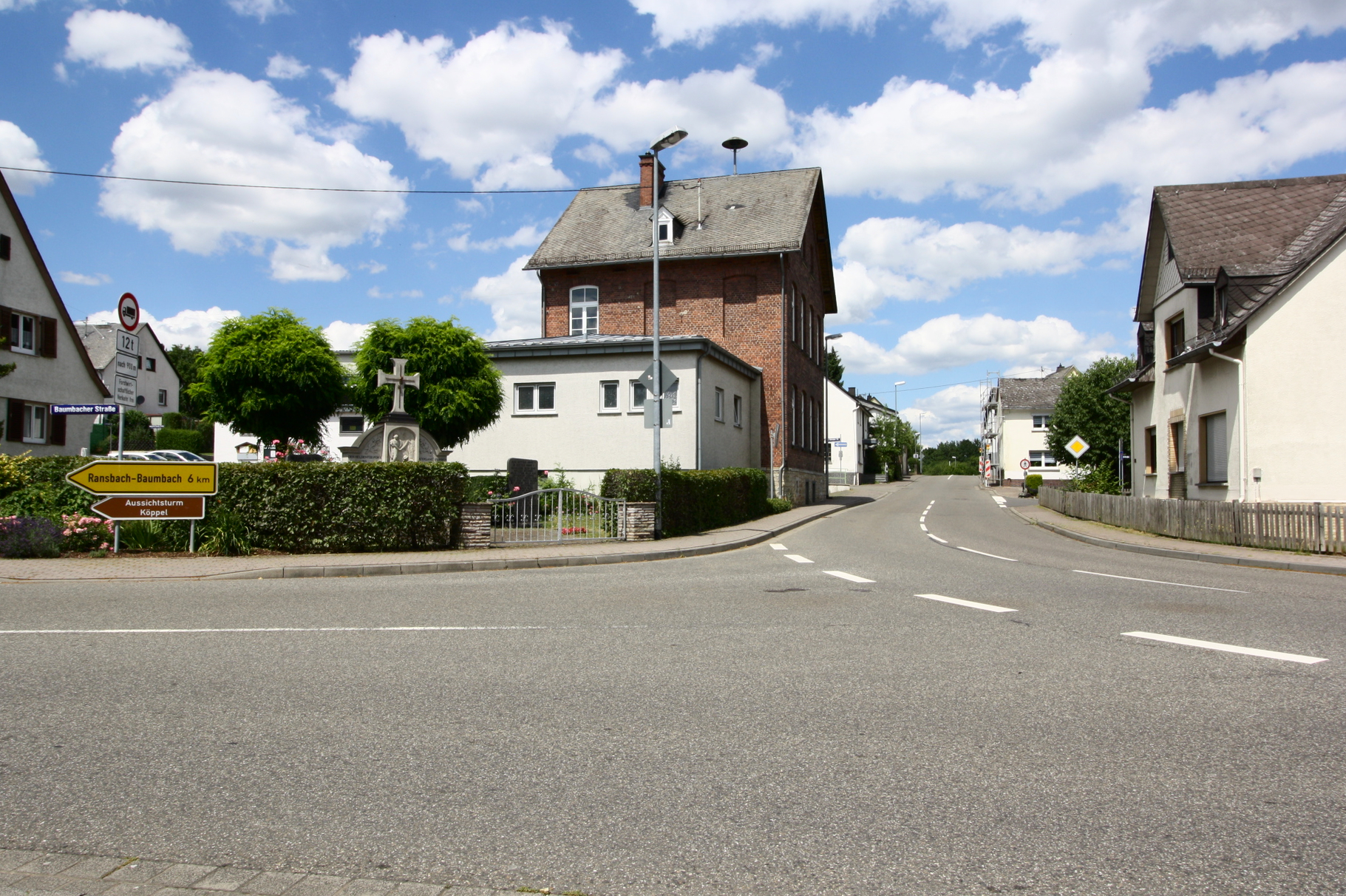
Elgendorf (2020)

Elgendorf (mundartlich „Elschedorf“) ist ein Stadtteil und ein Ortsbezirk von Montabaur im Westerwaldkreis in Rheinland-Pfalz. Der Ort war früher landwirtschaftlich geprägt, heute ist er ein Wohnort im Sinne einer Pendlergemeinde. Bis 1972 war Elgendorf eine eigenständige Gemeinde im damaligen Unterwesterwaldkreis.

## Geographie
Das Dorf Elgendorf liegt im Norden des Westerwälder Teils des Naturparks Nassau etwa drei Kilometer nordwestlich der Innenstadt von Montabaur. Im Süden von Elgendorf liegt der Montabaurer Stadtteil Horressen, im Norden die Ortsgemeinde Dernbach (Westerwald). Westlich von Elgendorf erstreckt sich der Staatsforst Montabaur.

## Geschichte

### Mittelalter und kurtrierische Zeit
Elgendorf liegt im Gebiet des zwischen 930 und 959 erstmals beschriebenen Bannes und Kirchspiels Humbach (später Montabaur genannt). Der Ort wurde unter dem Namen „Elchindorf“ in dem um das Jahr 1220 entstandenen Güterverzeichnis des Erzbistums Trier „Liber annalium iurium“ erstmals urkundlich erwähnt. Jährlich waren 600 irdene (?) Schüsseln an den Landesherrn zu liefern, die vom Stein waren die Zehntherren. Der Ortsname „Elchindorf“ deutet auf eine erste Ansiedlung in der fränkischen Zeit hin. Der Name Elchindorf wird gedeutet mit „Siedlung oder Dorf des Elchos“.
Nach einem Verzeichnis aus dem Jahre 1548 bildeten die drei Ortschaften Dernbach, Eschelbach und Elgendorf (Elchendorff) eine „Zeche“ (Verwaltungsbezirk) des kurtrierischen Amtes Montabaur. Die Verwaltung der „Zeche“ war einem vom Montabaurer Amtmann eingesetzten Heimburger übertragen. Die drei Dörfer hatten zusammen 39 Feuerstätten (Hofstellen). Dem Stift St. Florin in Koblenz waren jährlich sechs Malter Hafer abzugeben. Im Trierer Feuerbuch von 1563 werden für Elgendorf (Elchendorff) fünf Feuerstellen angegeben, es wurden fünf trierische und ein nassauischer Untertanen (Familien) gezählt. 1684 waren es elf Feuerstellen.
Im Jahre 1786 hatte Elgendorf 216 Einwohner.

### Nassauische und preußische Zeit
Elgendorf gehörte bis zum Anfang des 19. Jahrhunderts zum rechtsrheinischen Teil von Kurtrier, der infolge des Reichsdeputationshauptschlusses 1803 dem Fürstentum Nassau-Weilburg zugeordnet wurde. Nach der Bildung des Rheinbundes gehörte Elgendorf von 1806 an zum Herzogtum Nassau. Unter der nassauischen Verwaltung war Elgendorf dem nassauischen Amt Montabaur und bis 1815 dem Regierungsbezirk Ehrenbreitstein danach dem Regierungsbezirk Wiesbaden zugeordnet.
Nach einer Statistik des Herzogtums Nassau aus dem Jahre 1843 hatte die Gemeinde Elgendorf 438 Einwohner, die mit 110 Familien in 60 Häusern lebten. 435 der Einwohner waren katholisch, 3 evangelisch.
1866 wurde das Herzogtum Nassau von Preußen annektiert. Die Gemeinde Elgendorf wurde 1867 Teil der preußischen Provinz Hessen-Nassau und gehörte zum damals neu gebildeten Unterwesterwaldkreis. 1946 wurde die Gemeinde Elgendorf Teil des Landes Rheinland-Pfalz.

### Eingemeindung
Im Rahmen der Mitte der 1960er Jahre begonnenen rheinland-pfälzischen Kommunalreform wurde die bis dahin eigenständige Gemeinde Elgendorf zum 22. April 1972 mit 958 Einwohnern in die Stadt Montabaur eingemeindet.

### Kirche

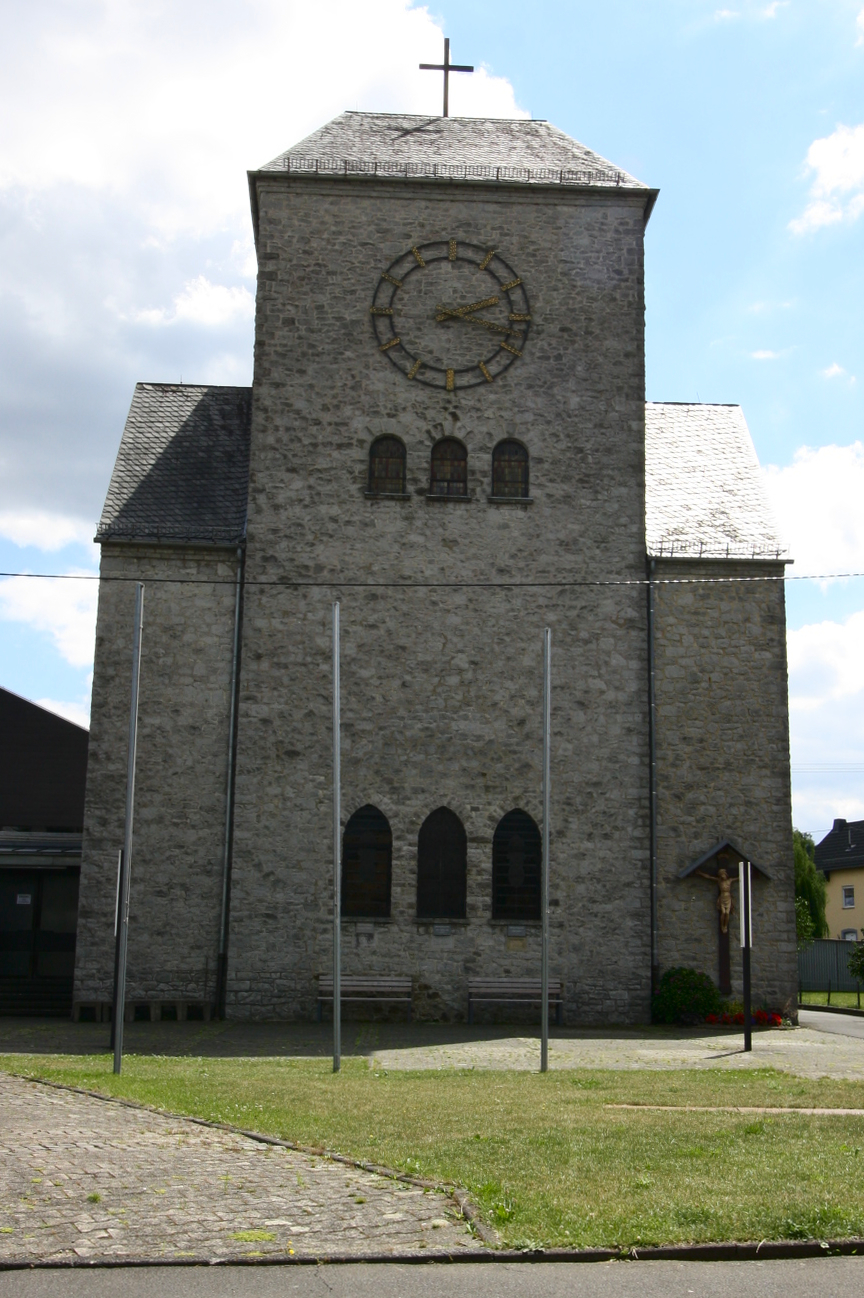
Die Kirche Maria Geburt

Elgendorf gehörte immer zur Pfarrei Humbach/Montabaur im Erzbistum Trier, die 1827 dem seinerzeit neu errichteten Bistum Limburg zugeordnet wurde. 1952 wurde Elgendorf mit Horressen zu einer eigenen Kirchgemeinde mit der Pfarrkirche in Horressen erhoben.
Um 1630 wurde in Elgendorf eine erste Kapelle gebaut, 1850 wurde sie erweitert, 1901 niedergelegt und eine neue Kapelle errichtet, die wegen Baufälligkeit 1969 geschlossen wurde. An ihrer Stelle entstand zwischen 1972 und 1974 die heutige Katholische Filialkirche Maria Geburt, die heute zur Pfarrvikarie St. Johannes der Täufer in Horressen gehört.

### Schule
Bereits aus der kurtrierischen Zeit liegen Nachrichten von einem Schulunterricht in Elgendorf vor, die Kinder des Dorfes wurden zunächst in Privaträumen, später in einem Schulhaus unterrichtet. Zur Zeit der Nassauischen Regierung wurde 1823 ein neues Schulhaus gebaut. 1896 entstand ein neues Schulgebäude. 1922 waren in Elgendorf ein Lehrer und eine Lehrerin tätig. Heute gehen die Grundschüler des Ortes in die „Waldschule“, die 1967 auf der Grenze zwischen Horressen und Elgendorf errichtet wurde.

## Ortsbezirk
Der Ortsbezirk Elgendorf ist identisch mit der gleichnamigen Gemarkung, die dem früheren Gemeindegebiet von Elgendorf entspricht. Die Interessen des Ortsbezirks werden durch einen Ortsbeirat und einen Ortsvorsteher vertreten.
Der Ortsbeirat besteht aus sieben Mitgliedern, die bei der Kommunalwahl am 9. Juni 2024 in einer Mehrheitswahl gewählt wurden, und dem ehrenamtlichen Ortsvorsteher als Vorsitzendem.
Andreas Lorenz wurde 2019 Ortsvorsteher von Elgendorf. Bei der Direktwahl am 26. Mai 2019 war er mit einem Stimmenanteil von 70,41 % gewählt worden. Bei der Direktwahl am 9. Juni 2024 wurde Lorenz als einziger Bewerber mit 74,8 % für weitere fünf Jahre in seinem Amt bestätigt. Sein Vorgänger Hermann Wolf hatte das Amt über 20 Jahre ausgeübt.

## Sehenswürdigkeiten
- Siehe auch Liste der Kulturdenkmäler in Montabaur
- An der Katholischen Filialkirche Maria Geburt von 1974 ist der Kirchturm vom Vorgängerbau (1901).
- In der Ortsmitte befinden sich drei unter Denkmalschutz stehende Fachwerkhäuser aus dem 17. und 18. Jahrhundert.
- Der 2007 eingerichtete „Elch-Wanderweg“ führt über sechs Kilometer rund um das Dorf.

## Infrastruktur
- Elgendorf ist über die Landesstraße L 312 mit der Innenstadt von Montabaur und der im Norden liegenden Ortsgemeinde Dernbach verbunden. Die Kreisstraße K 126 führt durch das westlich liegende Waldgebiet nach Ransbach-Baumbach sowie in östlicher Richtung zum Stadtteil Eschelbach.
- Die Freiwillige Feuerwehr Elgendorf wurde 1932 gegründet. Die heutige Löschgruppe Elgendorf ist Teil der Stützpunktfeuerwehr Montabaur.
- Elgendorf verfügt über eine Dorfgemeinschaftshalle sowie über einen Sportplatz (Naturrasen).
- Der Kindergarten „Löwenzahn“ in Elgendorf steht unter kommunaler Trägerschaft.